# 亚特兰大之夜
《亚特兰大之夜》（英語：Atlanta Nights）是一部由一群科幻和奇幻作家创作的小说，他们借这部品質低劣、以致不該被出版的小说来测试出版商出版美国會否会接受它。令人意外的是，它竟然被接受了。但是在这个恶作剧被揭穿後，出版商取消了出版計畫，因此这部小说最後并未被出版美国所出版。
出版美国聲稱自己是「只接受高品質手稿的传统的出版商」，这次恶作剧的目的為测试其真偽。批评家很久以前就指出，出版美国实际上是一个自费出版商，它并不注重挖掘书籍的潜在市场，事实上，它的大多数收入来自作者，而非购书者。出版美国之前曾经作出过一些严重诋毁科幻作家和奇幻作家的评论，因为它的评论家们大多来自那些团体；在这些负面评论的影响下，一些科幻和奇幻作家决定公开测试其聲明。

## 背景
出版美国称自己是一个“传统出版商”，并声明只接受高品質手稿用以出版。该公司网站进一步表示，公司每天收到超过70份手稿，其中的绝大部分被拒绝出版。
当时，出版美国的作家论坛网站发布了一篇文章，其中包含了这样的文字：
作为一条基本原则，科幻小说和奇幻小说的品質远低于其他小说... [科幻作家]不知道如何叙述现实生活中的故事，并为他们找到原型... [科幻小说]作家们错误地认为，由于发生在遥远的未来，科幻小说并不需要一个真实可信的故事情节，而对于奇幻小说，由于其故事背景是不存在的，也不需要可信的、常见的角色。
但可惜，因科幻和幻想风格通常都將故事設於未來，並且其內容是不會出現的，因此亦令到某些作家誤以為科幻小說是可以不需要可信的故事情节和寫實的角色。幸运的是，這類人現在的數量還不多。但是那些並不以被视为文学寄生虫为耻的作家，通常都會是作家中聲音最大的一群人，而他們發出的譟音就像沒有塗上润滑油的輪子一般刺耳。
 — Author's Market: Only Trust Your Own Eyes

## 准备
为了报复，一群科幻和幻想小说作家在詹姆斯·麦克唐纳的領導下，故意合力編寫一本品質極低的作品。這作品含有大量明显的语法错误、荒谬的段落、以及一个完全缺乏连贯性的故事情节。 而創作這個差劣作品的部分灵感源自另一個协作的恶作剧作品《赤身的陌生人》。因此，亚特兰大之夜的标题為「赤身的糟糕小说」。
亚特兰大之夜的显着問題包括兩個由不同作家編寫的不同章節（第13和第15章），但其內容轮廓卻非常相似。另外，第21章不見了。而第4和第17章節的內容和標題完全相同。本作品更加有兩個內容完全不同，但章節編號卻完全相同的兩個章節。而且本作品有一個章節是完全由故事生成器「邦沙爾」程序生成，這個故事生成器是經過參考上一章節內容而生成故事的。亚特兰大之夜的角色在不同章節中擁有不同性別和種族，而且某些角色死後，會在之後的章節再次出現，並且沒有解釋復活的原因。文中的英語拼写和语法格式亦都不一致。最諷刺的是，所有角色名字的第一個英文字母能拼湊出「出版美国是一個自大的出版商」（PublishAmerica is a vanity press）
在詹姆斯·麦克唐纳的編寫領導下，亚特兰大之夜的結局就是所有情節都是一場夢。但是在結局之後，亚特兰大之夜仍然有數個章節。

## 提交，接受以及被拒
完成的手稿被以一个与小说无关的人的身份提供给了出版美国。这部手稿于2004年12月7日在未经评议的情况下被接受以出版，而并非如出版美国声明的那样“在接受或者拒绝之前，我们仔细阅读每一份手稿”。
恶作剧者们从法律的角度审阅了合同后，决定不把这个恶作剧手稿正式地出版。
2005年1月23日，这个恶作剧被作家们自己揭穿。2005年1月24日，出版美国取消了出版，并表示这部小说不符合他们“进一步编辑”的标准。

## 现状
这些作者们随后在随选打印出版商Lulu.com上以笔名「特拉维斯茶」（Travis Tea，对单词“travesty”的一个变形）出版（ISBN 1-4116-2298-7），所有的收入都捐献给美國科幻和奇幻作家協會的紧急医疗基金。 Lulu.com对这本书的描述延续了这个玩笑： “《亚特兰大之夜》是一本由熟练的作家写成的，背景设定在当代的，有真实可信的日常角色的，而且被一家传统出版商接受了的书，它必将引起读者的共鸣。”或者像Teresa Nielsen Hayden的评论所说“世界上充满了业余作家写的糟糕透顶的书。为什么不解决这一点点遗憾呢？《亚特兰大之夜》是一本由专业作家写的糟糕透顶的书。”

## 作者
本书作者包括：
- 第1章：舍伍德·史密斯
- 第2章：詹姆斯·麦克唐纳
- 第3章：希拉·芬奇
- 第4章：查尔斯·芬利
- 第5章：朱莉娅·韦斯
- 第6章：布鲁克·韦斯
- 第7章：亚当-特洛伊·卡斯特罗
- 第8章：艾伦斯蒂尔
- 第9章：阿兰·罗杰斯
- 第10章：玛丽·卡泰利
- 第11章：安德鲁·伯特
- 第12章：维多利亚·施特劳斯
- 第12章：希拉·迪蒙 （这裡有两个“第12章”）
- 第13章：维拉·纳扎里安
- 第14章：肖恩·P·福德拉
- 第15章：特里萨·尼尔森·海登
- 第16章：肯·霍顿
- 第17章：查尔斯·芬利 （內容和標題与第4章一模一样）
- 第18章：M·特维尔·海茨
- 第19章：小凯文·奥唐奈
- 第20章：查克·罗斯曼
- 第22章：劳拉·J·安德伍德 （第21章不见了）
- 第23章：耶拿·斯奈德
- 第24章：保罗·梅尔克哥
- 第25章：蒂娜·库兹明斯基
- 第26章：特德·库兹明斯基
- 第27章：羅蘋·荷布（梅根·林霍尔姆）
- 第28章：丹妮卡·韦斯和布鲁克·韦斯
- 第29章：罗文·韦斯和朱莉娅·韦斯
- 第30章：德里奧·墨菲
- 第31章：迈克尔·阿姆斯特朗
- 第32章：皮尔斯·阿斯卡加恩
- 第33章：迪安娜·浩卡
- 第34章：由邦沙爾故事生成器（页面存档备份，存于）程序生成
- 第35章：凯瑟琳·明茨
- 第36章：彼得·赫克
- 第37章：M·特维尔·海茨
- 第38章：空
- 第39章：布伦达·克劳夫
- 第40章：朱迪·B.·卡斯特罗
- 第41章：特里·玛蒂

## 電影
罗伊·C·布夫和雷彻尔·索尔兹曼的團隊於2011年2月購買了亚特兰大之夜的版權，並且獲得亚特兰大之夜部份作家同意合力編寫新劇本和合力監製。而版權費則全數捐予美国科幻和奇幻作家协会紧急医疗基金。 亚特兰大之夜電影的开拍時間初步定于2011年8月1日，但於2011年5月16日，因電影團隊籌募的款項不足，因此這個電影計劃便不了了之。